# Jacques Liouville
Jacques Liouville, né le 5 décembre 1879 à Paris 6e et mort le 15 juin 1960 à Rabat, est un médecin naturaliste et un explorateur français. Il a pris part à la deuxième expédition du Pourquoi-Pas ? (1908-1910) aux côtés de son oncle, le célèbre Jean-Baptiste Charcot.

## Biographie
Il est le fils de Henri Liouville (1837-1887), médecin et parlementaire, et de Marie Durvis (1854-1936). Il est aussi le beau-fils de Pierre Waldeck-Rousseau et le neveu de Jean-Baptiste Charcot.
Médecin et océanographe biologiste, il est le directeur de l’Institut Scientifique Chérifien de 1920 à 1937.

## Distinctions
- Commandeur de l'Étoile noire
- Officier de la Légion d'honneur